# 東京ゾンビ
『東京ゾンビ』（とうきょうゾンビ）は、花くまゆうさくの漫画作品。青林工藝舎『アックス』に創刊号から9号にかけて連載された。単行本は全1巻。2005年には映画化された。

## ストーリー
柔術の達人であるハゲ親父のミツオと生まれつきアフロ頭のフジオは、さびれた消火器工場で共に働いている。半年前に工場に左遷されたミツオはそこでフジオと出会い、彼に柔術を教えるようになって友情が芽生え始める。ある日、本社からやってきたサラリーマン生活に疲れた社員が、ミツオとフジオの仲の良さに嫉妬し、ミツオをタコ殴りにする。それに我慢のできなかったフジオは消火器で社員を殴り殺し、ミツオとフジオは「黒富士」に社員を埋めることにした。そこでは不法投棄された生活ゴミや産業廃棄物、遺棄された死体、ありとあらゆるゴミが山のように埋められていた。
ミツオとフジオは社員の死体を埋めて立ち去るが、まもなく産業廃棄物から出た化学物質と遺棄された死体の魂が交じり合った結果、死体は次々にゾンビと化し、黒富士から下りて人々を襲い始める。

## 書誌情報
- 単行本全1巻、青林工藝舎刊
  - 1999年9月初版発行 ISBN 4-88379-038-X

## 映画
『東京ゾンビ』（とうきょうゾンビ）は、2005年12月10日に公開された日本映画。
監督の佐藤佐吉は本作品で長編映画監督デビューを果たした。主演は浅野忠信と哀川翔。
2007年9月8日には、原作者の花くまゆうさく自身が監督・主演を務めた『東京ゾンビ外伝』が公開されている。

### キャスト
- フジオ：浅野忠信
- ミツオ：哀川翔
- ヨウコ：奥田恵梨華
- フミヨ：松岡日菜
- 石原：古田新太
- 本社の藤本：志賀廣太郎
- ハヤシ先生：菅原大吉
- ヨッチャン：中村靖日
- マーさん：曽根晴美
- ヨッチャンの嫁：高樹マリア
- 藤田幸一：並樹史朗
- ユカリン：谷村美月
- 秋山先生/王子：楳図かずお
- 吸血ゾンビ：森下能幸
- ドンガイラ：橋本さとし
- マーさん軍団：三浦誠己

### スタッフ
- 製作：デジタル・フロンティア（ティー・ワイ・オー）、IMJエンタテインメント、東芝エンタテインメント、テレビ東京、竹書房、エフエム東京
- 配給：東芝エンタテインメント
- 宣伝：トルネード・フィルム
- 監督・脚本：佐藤佐吉
- プロデューサー：豊嶋勇作、梅川治男
- 撮影：石井勲
- 美術：稲垣尚夫
- 編集：島村泰司
- 音楽：二見裕志、RAAZKUINTED
- 主題歌：『ココロかよわせて』THE HOMESICKS
- CGディレクター：土井淳（デジタル・フロンティア）
- スタイリスト：北村道子
- 音響効果：柴崎憲治
- 照明：丸山文雄
- 録音：横野一氏工
- 製作プロダクション：デジタル・フロンティア

### 映像商品
- 2006年7月28日に、ハピネットピクチャーズよりDVDが『東京ゾンビ プレミアム・オブ・ザ・デッド』のタイトルで発売された[3]。